# Црвено-плава ара
Црвено-плава ара (лат. Ara macao) је велика врста папагаја из породице Пситтацидае .
Насељава суве тропске шуме у Централној и Јужној Америци. Са површином од око 6.700.000 km² распрострањености, ово је најраспрострањенија врста из рода ара. Не представља угрожену врсту.

## Опис
Дугачка је отприлике 81 до 96 цм, међутим више од половине дужине је заправо дугачак, шиљасти реп уобичајен за све ара. Просечна тежина је око килограм. Перје је углавном црвено, али су трна и репно перје светло плаве боје, са жутим горњим крилима крила.
Горњи део летећег перја на крилима је тамноплаве боје са метално-златним сјајем. Неки појединци понекад имају зелене боје на кобилици. Постоје три подврсте које се разликују по ширини жуте траке на крилима. Око ока до кљуна је гола кожа, са малим перјем. Горња вилица је углавном боје слоноваче, а доња је црна. Црвени и плави ара не показују полни диморфизам; једина разлика је у томе што млађе птице имају тамне, а одрасле светло жуте очи.
Црвено-плаве аре се оглашавају гласним, грлатим крештањем које се може чути километрима.

## Понашање

### Исхрана
Ове птице једу углавном воће и семе, укључујући велика, тврда семена. Обично лете саме или у пару, иако се на неким местима могу видети у јатима. Често се окупљају на местима где могу лизати со са стена. Воле јабуке, орахе, банане и друго воће. Такође се хране нектаром и пупољцима.

### Размножавање
Црвено-плаве ара полажу два или три бела јајета у рупама на дрвећу. Женка инкубира јаја око 28 дана, а млади добијају перје око 90 дана након излегања. Родитеље напуштају неких годину дана касније.
Ова врста може да живи до 75 година. Међутим, обично им је животни век од 30 до 50 година.

## У заробљеништву
Црвено-плаве ара су популарни, али захтевни кућни љубимци; имају високе трошкове куповине, одржавања и веома су бучне птице. Одгајивачи их цене због њиховог лепо обојеног перја и зато што су веома љубазни према својим власницима. Сматра се веома интелигентном врстом.